# Gare de Morgex
La Gare de Morgex (en italien, Stazione di Morgex) est une gare ferroviaire italienne de la ligne d'Aoste à Pré-Saint-Didier, située à Morgex, dans le haut Valdigne, en Vallée d'Aoste.
Mise en service en 1929 par la Società Ferrovia Aosta–Pré-St-Didier (FAP), c'est une gare de Rete ferroviaria italiana (RFI) qui était desservie par le train Trenitalia qui effectuait des navettes sur la relation Aoste - Pré-Saint-Didier.

## Situation ferroviaire
Établie à environ 930 mètres d'altitude, la gare de Morgex est située au point kilométrique (PK) 27,841 de la ligne d'Aoste à Pré-Saint-Didier (voie unique non électrifiée), entre les gares de La Salle et de Pré-Saint-Didier.
Elle dispose d'une seule voie, la deuxième ayant été enlevée lors de travaux sur la ligne.

## Histoire
La gare de Morgex est mise en service le 28 octobre 1929 par la Società Ferrovia Aosta–Pré-St-Didier (FAP), lorsqu'elle ouvre à l'exploitation sa ligne d'Aoste à Pré-Saint-Didier.
En 2015, à la suite de la fermeture de la ligne d'Aoste à Pré-Saint-Didier, elle est fermée.

## Service des voyageurs

### Accueil
C'est une halte voyageurs sans personnel. Elle dispose d'un quai protégé par une avancée de la toiture du bâtiment.

### Desserte
Morgex était desservi par des trains régionaux Trenitalia de la relation Aoste - Pré-Saint-Didier.

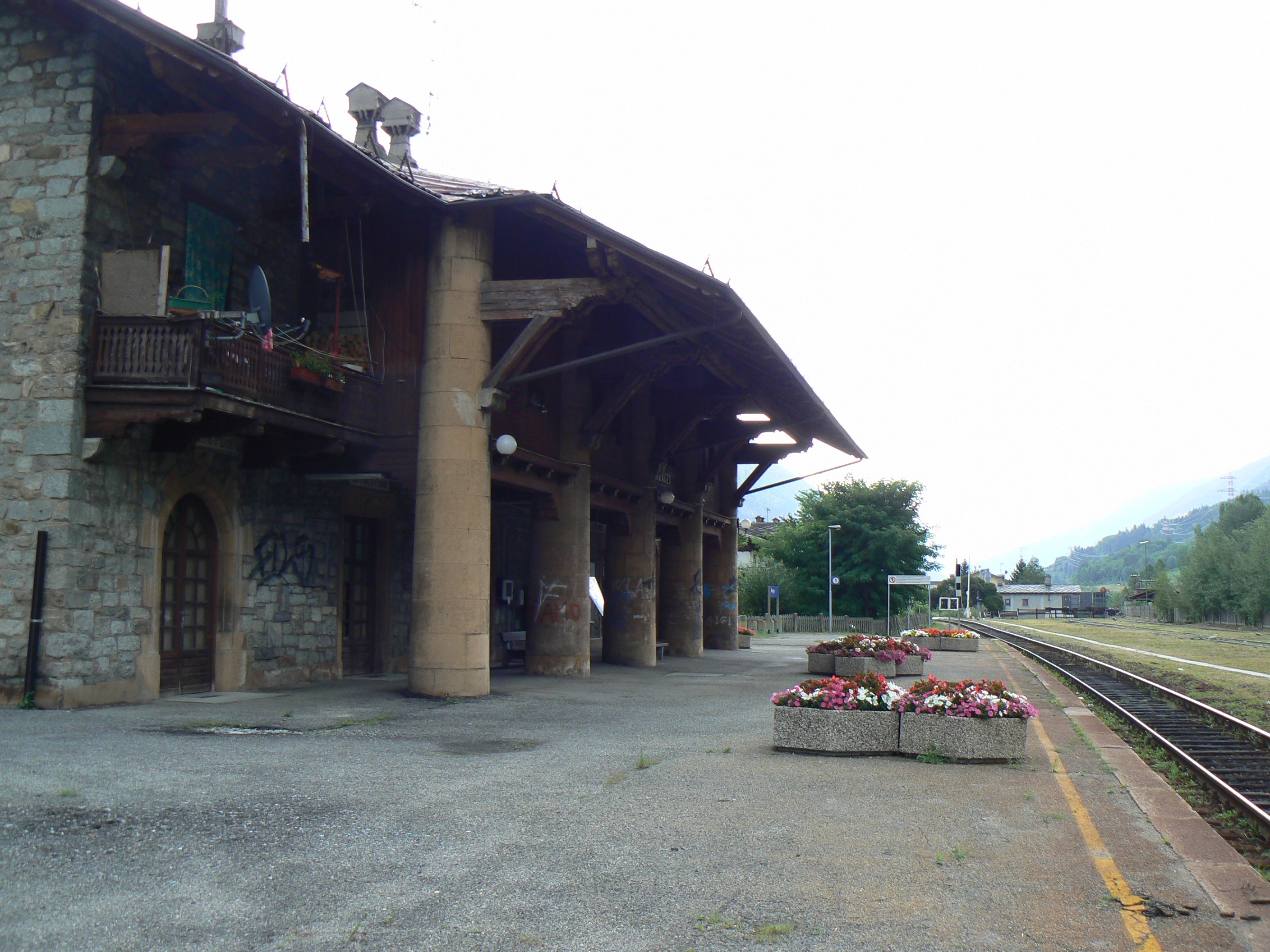
Bâtiment, quai et voie.

### Intermodalité
Le stationnement des véhicules est possible à proximité. Elle était desservie par des autocars des lignes du réseau local de la haute Vallée d'Aoste (SAVDA).

## Patrimoine ferroviaire
Bien qu'inutilisé pour le service ferroviaire, l'ancien bâtiment est toujours présent, mais est un domicile privé. Il est de style valdôtain éclectique, en pierre, lauzes et bois, suivant le modèle de la grange l'Ôla du château d'Introd.